# المطبخ الإيطالي الإريتري
المطبخ الإيطالي الإريتري عبارة عن مزيج من الأطباق الإريترية والتوابل مع الأطباق الإيطالية.

## الخصائص والمميزات

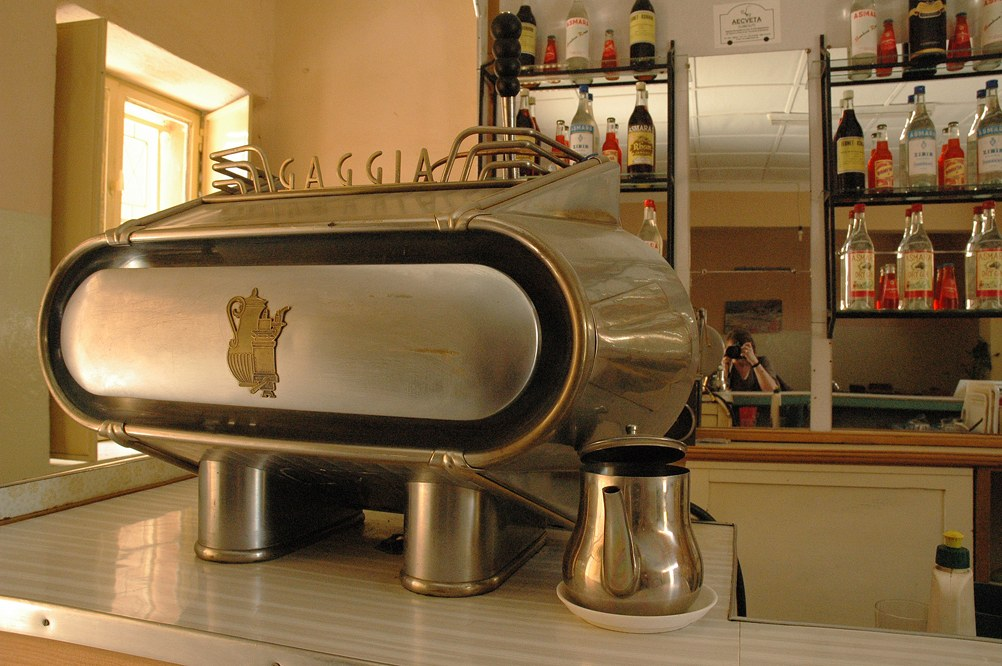
آلة إسبرسو Gaggia عتيقة في حانة في إريتريا

هذا النوع من المأكولات شائع جدًا لدى الإريتريين في إريتريا أو الإريتريين الإيطاليين أو ببساطة الإيطاليين الذين يعيشون في إريتريا والعكس صحيح. من الأطباق الشائعة «باستا سوغو»، والتي تعني «المعكرونة بصلصة الطماطم والبربري» (التوابل)، ولكن هناك الكثير مثل «لازانيا» و «كوتوليتا ألا ميلانيز» (ميلانو كستلات. يظهر التأثير الإيطالي أيضًا في المشروبات الإريترية. على الرغم من أن إريتريا لديها تقليد طويل في شرب القهوة لعدة قرون، إلا أن القهوة على الطريقة الإيطالية مثل الإسبريسو والكابتشينو شائعة للغاية في إريتريا ويتم تقديمها تقريبًا في كل بار ومقهى في العاصمة أسمرة.
أكبر مصنع للجعة في البلاد هو مصنع أسمرة للجعة، الذي بني عام 1939 خلال فترة إريتريا الإيطالية تحت اسم ميلوتي. ينتج مصنع الجعة اليوم مجموعة من المشروبات. روح كحولية إريترية شائعة خلال الاحتفالات الإريترية هي Sambuca المصممة على الطراز الإيطالي، في التيغرينيا (تُترجم إلى أريكي) 

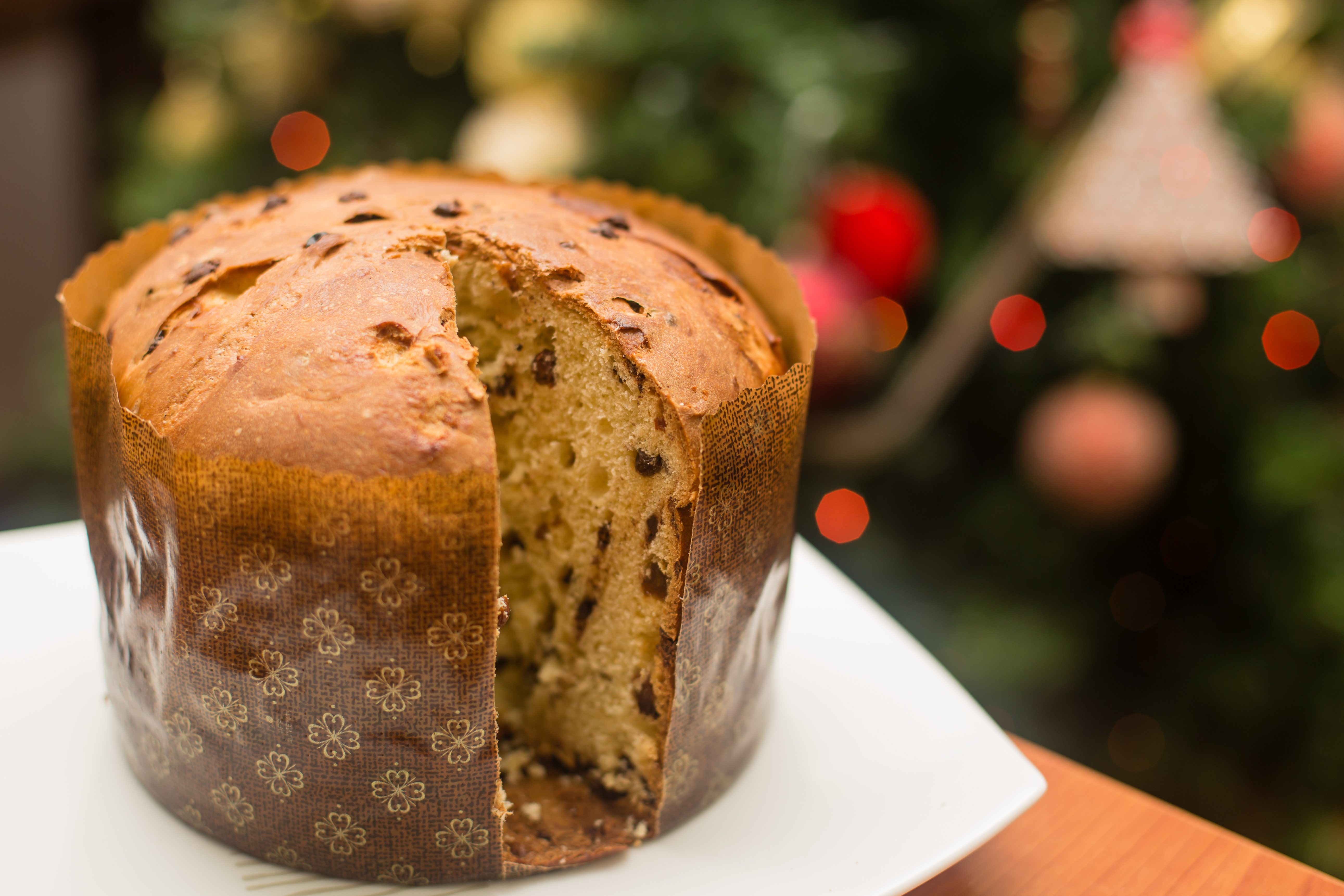
بانيتوني ،يتم تقديم هذا الخبز عادة مع الشاي أو خلال حفل القهوة

## تاريخه
بدأ المطبخ الإيطالي الإريتري يمارس خلال الحقبة الاستعمارية لمملكة إيطاليا، عندما انتقل عدد كبير من الإيطاليين إلى إريتريا. لقد جلبوا استخدام المعكرونة إلى إريتريا الإيطالية، وهي غذاء أساسي يتم تناوله في أسمرة الحالية.
من الشائع أن تجد أشخاصًا يأكلون المطبخ الإيطالي الإريتري في العاصمة أسمرة. تم اعتبار أسمرة «روما الجديدة» أو «المدينة الأفريقية الإيطالية» نظرًا لتأثيرها الإيطالي، ليس فقط في الهندسة المعمارية، ولكن أيضًا للشوارع الواسعة والساحات والمقاهي. في الجادات، التي تصطف عليها أشجار النخيل والأشجار، توجد العديد من الحانات والمطاعم والمقاهي،  تقدم الكابتشينو واللاتيه، فضلاً عن صالات الجيلاتي. يشرب العديد من الإريتريين قهوة الإسبريسو المصنوعة باستخدام الآلات الإيطالية الأصلية. البيتزا - الطعام الإيطالي الشهير عالميًا الذي تم صنعه في نابولي - هي واحدة من الأطعمة المفضلة للشباب في أسمرة.

## بعض الأطباق الشعبية
- لازانيا على الطريقة الإريترية
- كوتوليتا ألا ميلانيز (ميلانو كستلاتة)
- كابريتو
- سباغيتي بولونيز ، (باستا السوجو والبربر)
- فريتاتا
- بانيتون
- باستا الفورنو
- بيتزا

## الملاحظات
1. ↑  "ASMARA BREWERY". asmarabrewery.com. مؤرشف من الأصل في 2021-12-19. اطلع عليه بتاريخ 2020-11-23.
2. ↑  Tesfagiorgis G.، Mussie (29 أكتوبر 2010). Eritrea. ABC-CLIO. ISBN:9781598842326. مؤرشف من الأصل في 2021-07-05. اطلع عليه بتاريخ 2020-11-23. {{استشهاد بكتاب}}: الوسيط غير المعروف |بواسطة= تم تجاهله يقترح استخدام |عبر= (مساعدة)
3. ↑  Carman، Tim (9 يناير 2009). "Mild Frontier: the differences between Eritrean and Ethiopian cuisines come down to more than spice". Washington City Paper. مؤرشف من الأصل في 2021-02-27. اطلع عليه بتاريخ 2013-03-12.
4. ↑  Splinter، Hans van der. "Asmara - bars and pastry's". www.asmera.nl. مؤرشف من الأصل في 2021-11-30. اطلع عليه بتاريخ 2018-04-09.

## كتب
- كاباتي، ألبرتو ومونتاناري، ماسيمو. المطبخ الإيطالي: تاريخ ثقافي . نيويورك: مطبعة جامعة كولومبيا، 2003.(ردمك 0-231-12232-2)رقم ISBN 0-231-12232-2
- ديكي، جون. ديليزيا! التاريخ الملحمي للإيطاليين وطعامهم (نيويورك، 2008)